# Doping wydolnościowy

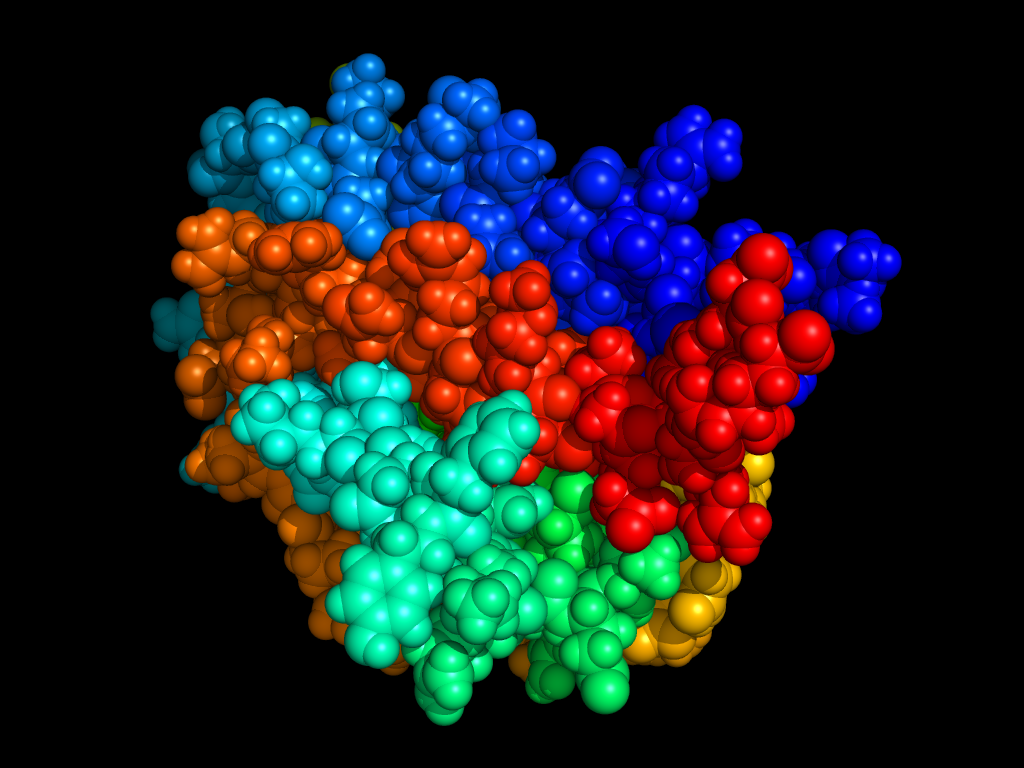
EPO – erytropoetyna stosowana szczególnie często w kolarstwie zawodowym

Doping wydolnościowy – sztuczne podnoszenie wydolności fizycznej i psychicznej zawodnika metodami wykraczającymi poza normalny, „naturalny” trening, choć w praktyce granica między dopingiem i treningiem jest często bardzo trudna do ustalenia. Ogólnie za doping uważa się metody medyczne, potencjalnie szkodliwe dla zdrowia, które zostały oficjalnie zabronione.
Doping jest często szkodliwy dla zdrowia, czasami może wywołać kalectwo lub śmierć, szczególnie jeśli jest stosowany nieostrożnie, bez naukowych podstaw. Niektóre, współczesne metody dopingu stosowane pod ścisłą kontrolą specjalisty są niezwykle trudne do wykrycia, a umiejętnie stosowane wcale nie muszą powodować ujemnych efektów zdrowotnych, przynajmniej w okresie aktywności sportowej. Ich efekty uboczne mogą się jednak ujawnić już po zakończeniu kariery sportowej, gdyż bezpieczeństwo większości stosowanych metod i środków dopingowych nie jest tak dobrze przebadane jak dostępne na rynku legalne środki farmakologiczne.
W zawodniczym sporcie amatorskim oraz w większości dyscyplin uprawianych zawodowo stosowanie dopingu karane jest dyskwalifikacją (na czas określony lub dożywotnio), odebraniem medalu lub zakazem udziału w zawodach sportowych na pewien czas liczony w miesiącach, latach lub dożywotnio. Istnieją jednak zawodowe dyscypliny sportowe, w których nie istnieje kontrola antydopingowa (np. zawodowy boks amerykański, zawodowa kulturystyka). Doping stosowany do własnych, prywatnych celów, np. przez osoby uprawiające sport rekreacyjnie nie jest w większości krajów świata zabroniony, aczkolwiek zabroniony jest handel określonymi grupami związków chemicznych. Inne z kolei są legalnie dostępne jako preparaty z grupy paraleków. Zwalczaniem dopingu zajmuje się Światowa Agencja Antydopingowa (World Anti-Doping Agency, WADA) oraz kilka innych, mniejszych organizacji.

## Rodzaje dopingu
Ze względu na stosowane metody doping wydolnościowy można podzielić ogólnie na:
- farmakologiczny – polegający na podawaniu biologicznie czynnych związków chemicznych, których użycie nie jest uzasadnione leczeniem zawodnika
- fizjologiczny – polegający na wymianie płynów ustrojowych, zwłaszcza krwi, przeszczepach tkanek (mięśni i ścięgien), stosowanie szkodliwych dla zdrowia zabiegów takich jak zbijanie masy poprzez chirurgiczne usuwanie tkanki tłuszczowej
- genetyczny – polegający na modyfikacji materiału genetycznego zawodnika, np. poprzez stosowanie wektorów genetycznych; obecnie jest on praktycznie niemożliwy do wykrycia, ale prawdopodobnie rzadko stosowany ze względu na wysokie koszty i trudne do przewidzenia skutki.

Ze względu na główny cel dopingu można go podzielić na:
- doping siłowy – którego celem jest osiągnięcie jak największej siły przy stałej masie ciała
- doping wytrzymałościowy – którego celem jest trwałe zwiększenie zdolności organizmu do znoszenia długotrwałego, intensywnego wysiłku fizycznego.
- doping stymulujący – którego celem jest czasowe zwiększenie odporności na ból i wysiłek poprzez stosowanie technik zapobiegających odczuwaniu bólu i zmęczenia.

Doping siłowy i wytrzymałościowy stoją z sobą w pewnej sprzeczności. Zbyt szybki wzrost masy mięśniowej powoduje zwykle obniżenie wytrzymałości na długotrwały wysiłek, z kolei wzrost wytrzymałości można osiągnąć przez ogólne zmniejszanie masy zawodnika. Doping stymulujący jest skuteczny na bardzo krótką metę, gdyż szybko powoduje nadmierne wycieńczenie organizmu zawodnika.

### Doping farmakologiczny

Wzór strukturalny testosteronu

Doping farmakologiczny jest jednocześnie najłatwiejszy do zastosowania i najłatwiejszy do wykrycia. Najczęściej stosowanymi związkami chemicznymi są:
- sterydy anaboliczne – działające głównie poprzez zwiększanie masy mięśniowej, takie jak testosteron i tetrahydrogestrinon
- hormony pobudzające wzrost erytrocytów, takie jak np. erytropoetyna
- związki pobudzające, okresowo zwiększające wydolność lub zapobiegające odczuwaniu bólu przy nadmiernym wysiłku fizycznym, tzw. stymulanty – takie jak np.: amfetamina, ecstasy, modafinil, i ich pochodne.

Czasami za doping farmakologiczny jest także uważane stosowanie tzw. suplementów – skoncentrowanych preparatów zawierających aminokwasy, a także tzw. „końskich” dawek witamin (zwłaszcza z grupy B), oraz regulowanie równowagi elektrolitycznej organizmu, poprzez stosowanie płynów zawierających duże stężenie soli fizjologicznych. Tego typu doping był już stosowany w starożytności. Tego typu środki nie są jak dotąd oficjalnie zabronione.
W pewnych szczególnych sytuacjach dozwolone jest też stosowanie maści i innych preparatów zewnętrznych, zawierających substancje przeciwbólowe i rozluźniające. Nie jest też zabronione stosowanie tradycyjnych substancji pobudzających takich jak np.: kawa, czy Coca-Cola, choć jeszcze niedawno kofeina znajdująca się w tych produktach była zabroniona w stężeniu przekraczającym 12 mikrogram/ml.
Sportowcy muszą bardzo uważać jakie leki stosują. Na przykład zwykły syrop na kaszel może zawierać efedrynę lub jej pochodne, substancję pobudzającą zakazaną na zawodach powyżej stężenia 10 mikrogram/ml i zawodnik może przypadkowo być oskarżony o doping.

### Doping fizjologiczny
Doping fizjologiczny polega na stosowaniu rozmaitych technik medycznych, czasowo zwiększających wydolność organizmu. Jest on – zwłaszcza autotransfuzje krwi – dość trudny do wykrycia.
Najczęściej spotykaną formą dopingu fizjologicznego są właśnie transfuzje krwi. Stosowane są zarówno autotransfuzje krwi własnej, uprzednio zmagazynowanej, jak i transfuzje krwi pochodzącej od wyselekcjonowanych dawców. Można stosować transfuzję całej krwi, jak i wybranych jej składników, np. plazmaferezę. Zazwyczaj celem tego zabiegu jest zwiększenie do maksimum liczby czerwonych krwinek w organizmie, gdyż to one odpowiadają za szybki transport tlenu do mięśni. Większa liczba czerwonych ciałek we krwi oznacza wzrost wytrzymałości, a także zwiększoną zdolność do krótkotrwałego wysiłku fizycznego. Drugim, mniej ważnym efektem transfuzji jest szybkie pozbycie się z organizmu toksyn powstających w czasie wysiłku, a także śladów stosowania dopingu farmakologicznego. Wzrost liczby czerwonych krwinek powoduje jednak także wzrost lepkości krwi, wzrost obciążenia mięśnia sercowego i generalnie całego układu krążenia, które w skrajnych przypadkach mogą powodować wylewy i zawały serca.
Doping poprzez transfuzję krwi był szczególnie popularny w zawodowym kolarstwie szosowym. Został jednak ograniczony przez wprowadzenie maksymalnej dopuszczalnej liczby czerwonych krwinek, a także niezapowiedziane naloty na hotele i ośrodki treningowe, w których przebywają sportowcy. Legalną, wciąż stosowaną techniką na wzrost liczby czerwonych krwinek jest trening wysokościowy, polegający na odbywaniu długotrwałych obozów kondycyjnych na wysokościach pow. 2500 m n.p.m. bezpośrednio przed ważnymi zawodami.
Inne, rzadziej spotykane formy dopingu fizjologicznego to operacyjne usuwanie tkanki tłuszczowej, przeszczepy mięśni i ścięgien, przeszczepy szpiku kostnego, podskórne zastrzyki powietrza. Wszystkie te metody są w dużym stopniu zarzucone, gdyż są łatwe do wykrycia i obarczone są dużym ryzykiem szybkiego i nieodwracalnego zrujnowania zdrowia zawodnika.

### Doping genetyczny

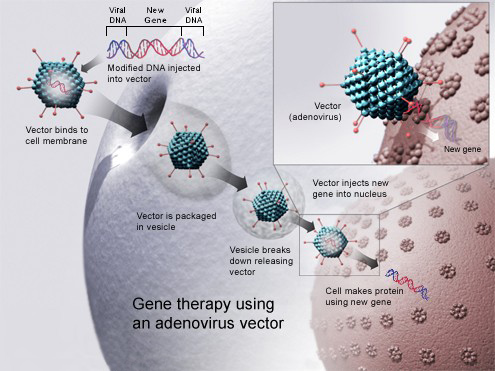
Terapia genowa

Jest to najnowsza technika dopingowa polegająca na dokonywaniu manipulacji na materiale genetycznym zawodnika lub kontroli ekspresji genów. Istnieją generalnie trzy możliwe techniki dopingu genetycznego:
- ingerencja w ekspresję genów zawodnika, prowadząca do wzrostu liczby komórek tkanek szczególnie potrzebnych do uprawiania sportu (głównie mięśni oraz szpiku kostnego)
- dokonywanie wszczepu obcych tkanek, wcześniej zmodyfikowanych genetycznie, które namnażają się w organizmie
- podawanie preparatów zawierających zmodyfikowane genetycznie mikroorganizmy, np. bakterie produkujące hormony.

Jak dotąd doping genetyczny jest praktycznie niewykrywalny i trudno jest powiedzieć, czy jest on stosowany. Najbardziej prawdopodobne jest, że zastosowanie dopingowe znalazła już terapia genowa o nazwie Repoxygen, firmy Oxford Biomedica, która prowadzi do stałego syntezowana przez komórki tkanki mięśniowej EPO. Światowa Agencja Antydopingowa (WADA) w 2001 r. wprowadziła oficjalną definicję dopingu genetycznego, zaś w 2004 r. wszelkie jego formy zostały oficjalnie dopisane do listy zakazanych praktyk dopingowych tej agencji. Jak dotąd jednak (kwiecień 2006) nikogo nie przyłapano na tym dopingu.

## Legalność i zwalczanie dopingu
Pierwszą organizacją, która poważnie podeszła do zwalczania dopingu była Międzynarodowa Amatorska Federacja Lekkiej Atletyki, przekształcona później w Międzynarodowe Stowarzyszenie Federacji Lekkoatletycznych (IAAF). Organizacja ta w 1928 r. formalnie zakazała wszelkich form dopingu wydolnościowego, jednak nie stworzyła ona żadnej struktury organizacyjnej zajmującej się wykrywaniem jego przypadków. Walka z dopingiem ograniczała się tylko do wymogu podpisywania oświadczeń przez sportowców uczestniczących w zawodach organizowanych przez IAAF, że nie stosowali żadnych niedozwolonych metod poprawiania wydolności swojego organizmu.
Do 1966 r. Międzynarodowa Federacja Piłki Nożnej (FIFA), Międzynarodowa Unia Kolarska (UCI) oraz Międzynarodowy Komitet Olimpijski (MKOL) dołączyły do IAAF uruchamiając podobny system walki z dopingiem, tzn. poprzez stworzenie wymogu podpisu pod oświadczeniem o jego niestosowaniu przez wszystkich zawodników zrzeszonych w związkach należących do tych federacji.
Testy antydopingowe zaczęto stosować po raz pierwszy w 1966 r. w trakcie Europejskich Mistrzostw Lekkoatletycznych. Dwa lata później MKOL uruchomił procedurę wyrywkowych testów antydopingowych w trakcie letnich i zimowych Igrzysk Olimpijskich i od tego czasu stały się one stałym elementem Olimpiad. Od tego momentu, aż do olimpiady w Pekinie w 2008 roku na stosowaniu „dopingu” przyłapano 86 sportowców. Rekordowe pod tym względem były igrzyska w Atenach w 2004 roku, podczas których pozytywny wynik testów stał się udziałem 16 sportowców.
W połowie lat 70. XX w. opracowano pierwsze testy wykrywające skutecznie sterydy anaboliczne. W 1976 r. związki te zostały oficjalnie dołączone do listy substancji zabronionych przez MKOL.
W latach 70. i 80. XX w. wiele międzynarodowych organizacji sportowych, zaczęło tworzyć pierwsze jednostki organizacyjne do walki z dopingiem. Początkowo było to robione w formie tworzenia komitetów antydopingowych, które otrzymywały budżety na organizowanie przetargów na wyrywkowe pobieranie próbek płynów ustrojowych zawodników w czasie zawodów i wykonywanie ich analiz przez wyspecjalizowane firmy. Podobne struktury zaczęły tworzyć też narodowe związki sportowe, które chciały eliminować dopingujących się zawodników zanim ich przyłapanie na zawodach międzynarodowych spowoduje skandal. W połowie lat 80. XX w. narodowe związki sportowe przestały ograniczać się tylko do testów na zawodach, lecz także zaczęły przeprowadzać kontrole w trakcie treningów.
Postęp w farmakologii i genetyce ciągle jednak powodował, że poszczególne federacje sportowe nie nadążały za nim. Ponadto, różne federacje miały różne listy zakazanych technik i środków dopingowych, a także różne procedury ich testowania – często bardzo niedoskonałe, powodujące czasami niszczenie karier niewinnych sportowców. Spowodowało to konieczność stworzenie ogólnoświatowej organizacji, która powstała w 1999 r. pod przewodnictwem MKOL. Do zadań Światowej Agencji Antydopingowej należy normowanie zasad i ujednolicanie technik analitycznych stosowanych przy wykrywaniu dopingu, a także tworzenie i publikowanie Światowego Kodeksu Antydopingowego.
Jurysdykcja WADA, jak i innych organizacji sportowych zwalczających doping ogranicza się tylko do samych imprez sportowych. Mogą one odbierać licencje zawodnikom zawodowym i wprowadzać okresowe lub stałe zakazy uczestniczenia w zawodach sportowcom amatorskim. Organizacje te nie mogą jednak nikogo pociągać do odpowiedzialności prawnej, aczkolwiek mogą oczywiście zgłaszać przypadki łamania prawa odpowiednim instytucjom państwowym.
W ramach UNESCO 19 października 2005 w Paryżu podpisana została Międzynarodowa konwencja o zwalczaniu dopingu w sporcie, weszła w życie 1 lutego 2007 r.
Prawo antydopingowe jest w różnych krajach różne. Sam doping jako taki jest karalny tylko w nielicznych krajach (np. we Włoszech), stosowanie niedozwolonych związków chemicznych i technik medycznych jest w wielu krajach ścigane na podstawie innych przepisów. np. lekarz stosujący niedozwolone zabiegi medyczne, a także klub sportowy i trenerzy przyzwalający na nie, mogą być pociągnięci do odpowiedzialności karnej za dokonanie uszczerbku na zdrowiu zawodnika. Stosowanie, dystrybucja i produkcja niedozwolonych środków farmaceutycznych może być ścigane w oparciu o te same przepisy co rozprowadzanie i używanie narkotyków.
W wielu krajach wiele substancji i technik stosowanych w dopingu nie jest jednak zabroniona i dlatego korzystanie z nich nie jest nielegalne w świetle ogólnego prawa danego państwa. Osoby uprawiające sport w celach rekreacyjnych lub uprawiające sport zawodowo w dyscyplinach, w których nie obowiązuje zakaz dopingu mogą z niego korzystać, a sprawa dokonywania uszczerbku na własnym zdrowiu jest w tej sytuacji ich prywatną sprawą.
Legalność wielu technik i specyfików, nawet w krajach, które miały dotąd bardzo liberalne zasady w tej kwestii, stopniowo jednak ulega zmianie. Przykładem są tu np.: Stany Zjednoczone, w których do niedawna produkcja i użycie preparatów zawierających sterydy anaboliczne była legalna. 20 stycznia 2005 r. wprowadzono tu ustawę Anabolic Steroid Control Act of 2004, która całkowicie zakazała wolnego handlu sterydami i prohormonami, w 2014 uchwalono Designer Anabolic Steroid Control Act.
W Polsce obowiązuje Ustawa z 21 kwietnia 2017 r. o zwalczaniu dopingu w sporcie.
Ślubowanie olimpijskie od Letnich Igrzysk Olimpijskich 2000 zawiera zakaz stosowania dopingu.

## Afery dopingowe

### Przed II wojną światową
W trakcie Letnich Igrzysk Olimpijskich 1904 Thomas Hicks (USA) zwyciężył w biegu maratońskim i zaraz za metą stracił przytomność na kilka godzin. Później przyznał się, że wypił bezpośrednio przed zawodami brandy wymieszane ze strychniną, co działało jak stymulant.
Istnieją niepotwierdzone i niepewne informacje, że niemieccy sportowcy w trakcie Letnich Igrzysk Olimpijskich 1936 otrzymywali regularnie syntetyczny testosteron aby zwiększyć swoje szanse na osiągnięcie medalowych sukcesów.

### Użycie testosteronu
W trakcie Mistrzostw Świata w Podnoszeniu Ciężarów w 1954 r. dr John Ziegler, lekarz amerykańskiej drużyny odkrył przypadkiem, że sowieccy atleci otrzymywali razem z jedzeniem jakieś tajemnicze pigułki. Badanie składu jednej z wykradzionych pigułek potwierdziło, że ich głównym składnikiem była syntetyczna pochodna testosteronu. W tym czasie nie było to jeszcze nielegalne. W zawodach tych sportowcy z ZSRR zdeklasowali przeciwników, otrzymując większość złotych medali oraz bijąc kilka rekordów świata. Po swoim odkryciu Ziegler przekonał firmę farmaceutyczną CIBA, aby rozpoczęła ona produkcję metandrostenolonu (Dianabol) – syntetycznej pochodnej testosteronu. Specyfik ten w slangu zawodników sportów siłowych był nazywany „Śniadaniem Mistrzów” i był regularnie spożywany przez olbrzymią większość sportowców osiągających znaczące sukcesy w ciężkiej atletyce w latach 1960–1969. W 1969 r. został on oficjalnie zakazany przez większość federacji atletycznych.
W latach 70. i 80. XX w. istniał rządowy program dopingowy w NRD. Młodym, wyselekcjonowanym sportowcom podawano wiele różnych substancji, stosowano też na nich niedozwolone techniki fizjologiczne (transfuzje krwi, przeszczepy itp.). Szczególnie mocno dopingowanymi zawodnikami były kobiety-pływaczki oraz biegaczki. Po upadku Muru Berlińskiego i zjednoczeniu Niemiec wielu byłych sportowców z NRD, którym dawny doping zrujnował zdrowie, oskarżyło rząd RFN (jako prawnego następcę rządu NRD) o odszkodowania. Spośród ponad 300 wniosków o odszkodowanie uznano 193, dla których rząd utworzył specjalny fundusz w wysokości 4 milionów marek.

### Anaboliki nowej generacji
Afera z nandrolonem wybuchła w połowie lat 90. XX w., kiedy to zaczęły się pojawiać coraz liczniejsze, jak się później okazało prawdopodobnie zupełnie błędne, wykrycia tej pochodnej testosteronu u wielu lekkoatletów, którzy później zaprzeczali, że stosowali jakikolwiek doping. Jak zostało to później wykazane przez kilka grup naukowców, testy stosowane do wykrycia tego związku w próbkach moczu przez IAAF były wykonywane bardzo często błędnie. Co więcej, okazało się, że nawet przy prawidłowym wykonaniu tych testów, może on wykazać fałszywie pozytywny wynik, gdyż niewielkie ilości nandrolonu mogą spontanicznie powstawać w trakcie przechowywania moczu na skutek wtórnych reakcji biochemicznych. Ofiarami tego testu byli m.in. Merlene Ottey, Douglas Walker, Mark Richardson i wielu innych. Test ten przestano ostatecznie stosować dopiero w 2000 r.
Jedną z najsławniejszych afer dopingowych było przyłapanie kanadyjskiego zawodnika Bena Johnsona, w którego moczu, pobranym zaraz po jego zwycięstwie w biegu na 100 m na Letnich Igrzyskach Olimpijskich w Seulu wykryto jeden ze sterydów anabolicznych – stanozolol. Zawodnik został zdyskwalifikowany, a złoty medal ostatecznie przyznano Carlowi Lewisowi. Paradoksalnie kilka lat później okazało się, że w trakcie tej samej olimpiady, wykryto później w próbkach krwi Carla Lewisa niewielkie ilości zabronionych stymulantów – pseudoefedryny, efedryny i fenylopropanoloaminy, informacja ta jednak nie została ujawniona wtedy opinii publicznej. Sam Johnson bronił się przed zarzutami, twierdząc że nikt spośród startujących z nim wtedy biegaczy nie był czysty od dopingu, a on sam stał się kozłem ofiarnym, co miało tłumaczyć ukrycie pozytywnego wyniku testów pozostałych zawodników. Po ukaraniu go dożywotnią dyskwalifikacją w 1993 r. przyznał on w swojej autobiografii, że systematycznie brał Dianabol, Cypionat, Furazabol i hormon wzrostu pod kontrolą trenera i lekarza i nadal utrzymywał, że nie był w tym odosobniony i że podobnie czynili w tym czasie prawie wszyscy biegacze osiągający najlepsze wyniki.

### EPO w kolarstwie
Największa afera z użyciem EPO wybuchła w czasie wyścigu Tour de France w 1998 r. Policja francuska i belgijska zorganizowała w trakcie tego wyścigu zmasowaną serię kontroli i nalotów na miejsca pobytu kolarzy, a w jednym przypadku doszło nawet do zatrzymania całego peletonu, aby pobrać od wszystkich zawodników próbki płynów ustrojowych. Rezultatem tych działań było zdyskwalifikowanie całego zespołu Festina. Masażyście tego zespołu Willy’emu Voetowi dowiedziono, że zorganizował system dostarczania EPO i sterydów anabolicznych swoim zawodnikom. Lider zespołu Richard Virenque został zdyskwalifikowany na dwa lata, a Willy Voet trafił do więzienia i jego kariera została całkowicie załamana. Akcja policji została jednak nieco przystopowana po tym, jak zawodnicy z sześciu najważniejszych zespołów ogłosili jednodniowy strajk, co groziło niepowodzeniem całego wyścigu.
Z EPO związana była też dwuletnia dyskwalifikacja i odebranie złotego medalu Davidowi Millarowi, w Mistrzostwach Świata w jeździe na czas w 2003 r. oraz odebranie zwycięstwa i dwuletnia dyskwalifikacja Roberto Herasa w czasie Vuelta a España w 2005 r.
Dr Michel Ferrari od lat związany z Lance’em Armstrongiem został oskarżony i skazany na 11 miesięcy i 24 dni więzienia w zawieszeniu oraz na roczny zakaz wykonywania zawodu przez włoski sąd 1 października 2004 r. w kontrowersyjnym procesie, w którym najważniejszym dowodem były zeznania jego byłego podopiecznego Filippo Simeoni. Zaraz po ogłoszeniu wyroku zespół Lance Armstronga, US Postal zerwał z Ferrarim kontrakt, twierdząc jednocześnie, że nie wierzy w zeznania Simeoniego. Przed rozpoczęciem Tour de France 2005, w L’Equipe ukazał się długi artykuł, w którym stwierdzono, że w próbkach moczu pobranego od Lance’a Armstronga przed 2001 r. wykryto sześciokrotnie pochodne EPO. Badania te jednak, jako wykonane po długim czasie nie były zbyt wiarygodne. Ponadto Lance Armstrong dostawał zupełnie oficjalnie duże dawki leku o podobnej strukturze do EPO epogenu w trakcie leczenia jego choroby nowotworowej. Próbki jego płynów ustrojowych pobierane od 2001 r. i poddane oficjalnym testom na zawartość EPO wykazywały zawsze negatywny wynik.

### Zaostrzone kontrole
W trakcie Zimowych Igrzysk Olimpijskich 2006 w Turynie miejscowa policja i prokuratura urządziła nalot na kwatery austriackich biatlonistów, gdyż otrzymała wiarygodny donos o zorganizowanym systemie dopingu w tym zespole. W trakcie nalotu z kwatery zbiegł Walter Mayer, któremu w trakcie Zimowych Igrzysk Olimpijskich 2002 udowodniono już raz doping, za co został zdyskwalifikowany do roku 2010. W trakcie nalotu znaleziono w austriackich kwaterach strzykawki, aparaturę do transfuzji krwi i leki antydepresyjne i przeciw astmie, które wprawdzie są legalne, ale o których wiadomo, że są stosowane do zapobiegania wykryciu w testach obecności anabolików i EPO. Sam Walter Mayer został znaleziony w szpitalu psychiatrycznym pod Turynem i poddany przesłuchaniu, ostatecznie jednak nie postawiono mu żadnych zarzutów. Kilka tygodni później Walter Mayer złożył oficjalną skargę przeciw Jacques’owi Rogge, przewodniczącemu MKOl oraz szefowi Światowej Agencji Antydopingowej, Richardowi Poundowi o zniesławienie, gdyż obaj oni w oficjalnych komunikatach prasowych oskarżali Mayera o współorganizowanie systemu dopingowego.